# Coupe d'Allemagne de football 1975-1976
Navigation
Édition précédente Édition suivante
La Coupe d'Allemagne de football 1975-1976, ou DFB-Pokal 1975-1976, a vu la victoire du Hambourg SV.

## Liste des participants
| Bundesliga | 2. Bundesliga | Amateurs | Amateurs |
| Borussia Mönchengladbach Hertha BSC Eintracht Frankfurt (T) Hamburger SV 1. FC Cologne Fortuna Düsseldorf FC Schalke 04 Kickers Offenbach Eintracht Braunschweig FC Bayern München VfL Bochum Rot-Weiss Essen 1. FC Kaiserslautern MSV Duisburg Werder Bremen Hannover 96 Karlsruher SC FC Bayer 05 Uerdingen | - Nord: Tennis Borussia Berlin Wuppertaler SV FC St. Pauli Arminia Bielefeld SC Fortuna Cologne Borussia Dortmund SG Wattenscheid 09 VfL Osnabrück Preußen Münster 1. SC Göttingen 1905 1. FC Mülheim-Styrum Schwarz-Weiss Essen SC Wacker 04 Berlin DJK Gütersloh Alemannia Aachen SpVgg Erkenschwick Bayer 04 Leverkusen OSC Union Dimanchelingen Westfalia Herne Spandauer SV - Süd: VfB Stuttgart FK Pirmasens 1. FC Schweinfurt 05 FC Bayern Hof TSV 1860 München 1. FC Nürnberg 1. FC Saarbrücken SV Waldhof Mannheim SpVgg Bayreuth SV Darmstadt 98 1. FSV Mainz 05 FC Augsburg SV Röchling Völklingen FC 08 Homburg / Saar SpVgg Fürth Stuttgarter Kickers FSV Frankfurt | - Nord: TSR Olympia Wilhelmshaven VfL Wolfsburg HSV Barmbek-Uhlenhorst VfB Oldenburg SC Victoria Hamburg Itzehoer SV Blumenthaler SV Holstein Kiel SV Union Samedilzgitter TSV Kücknitz Cuxhavener SV ESV Frisia Husum ASV Bergedorf 85 SC Condor Hamburg SV St. Georg von 1895 TS Woltmershausen TSV Osterholz-Tenever SG Oslebshausen Bremen SportFreunde Samedilzgitter TSV Abbehausen - Berlin: Hertha Zehlendorf SC Rapide Wedding SC Siemensstadt - Westfalen: SC Herford Bünder SV 08/09 Sportfreunde Siegen Rot-Weiss Lüdenscheid - Nordrhein: SC Rot-Weiss Oberhausen Schwarz-Weiss Essen (A) Spielvereinigung Sterkrade 06/07 SC Jülich 1910 SC Viktoria Cologne 1. FC Cologne (A) TuS Xanten | - Hessen: VVendredi OLI Bürstadt KSV Hessen Kassel SG 01 Hoechst FSV Cappel - Südwest: Borussia Neunkirchen Wormatia Worms TuS Mayen SpVgg Andernach ASV Gummi-Mayer Landau FK Clausen Hassia Bingen SV Weiskirchen SV Auersmacher SC Friedrichsthal VfL Neuwied ASV Idar-Oberstein VfL Trier SpVgg Eintracht Höhr-Grenzhausen SV Rot-Weiss Hasborn-Dautweiler - Baden-Württemberg: VVendredi Heilbronn VVendredi Mannheim VfB Eppingen FV 09 Weinheim Offenburger FV SC Freiburg Freiburger FC SpVgg 07 Ludwigsburg SportFreunde Schwäbisch Hall VfB Stuttgart (A) VVendredi Pforzheim SpVgg Lindau Spvgg Freudenstadt VfB Gaggenau SV Spielberg - Bayern: FC Wacker München ATS Kulmbach 1861 1. FC Herzogenaurach TSG Thannhausen MTV Fürth |

- (T) Tenant du titre.

## Premier tour
| Date                         | Équipe 1                         |   | Équipe 2                         | Résultats |
| ---------------------------- | -------------------------------- | - | -------------------------------- | --------- |
| Vendredi 1er août 1975 19:30 | Wuppertaler SV                   | – | Schwarz-Weiss Essen (A)          | 3:0       |
| Vendredi 1er août 1975 19:30 | Hamburger SV                     | – | 1. FC Cologne (A)                | 4:0       |
| Vendredi 1er août 1975 20:00 | Eintracht Frankfurt              | – | SC Viktoria Cologne              | 6:0       |
| Vendredi 1er août 1975 20:00 | 1. FC Cologne                    | – | TSR Olympia Wilhelmshaven        | 2:0       |
| Vendredi 1er août 1975 20:00 | TSV 1860 München                 | – | 1.SC Göttingen 05                | 2:1       |
| Samedi 2 août 1975 15:00     | SC Rapide Wedding                | – | VfB Stuttgart                    | 2:9       |
| Samedi 2 août 1975 15:00     | SG Oslebshausen Bremen           | – | 1. FC Herzogenaurach             | 5:1       |
| Samedi 2 août 1975 15:30     | FC Bayern München                | – | 1. FC Saarbrücken                | 3:1       |
| Samedi 2 août 1975 15:30     | 1. FC Nürnberg                   | – | Rot-Weiss Essen                  | 2:1       |
| Samedi 2 août 1975 15:30     | VfB Oldenburg                    | – | FC Schalke 04                    | 0:6       |
| Samedi 2 août 1975 15:30     | 1. FC Kaiserslautern             | – | VVendredi Mannheim               | 2:0       |
| Samedi 2 août 1975 15:30     | FC St. Pauli                     | – | FK Pirmasens                     | 1:1 a.p.  |
| Samedi 2 août 1975 15:30     | Tennis Borussia Berlin           | – | 1. FC Schweinfurt 05             | 2:0       |
| Samedi 2 août 1975 15:30     | Stuttgarter Kickers              | – | Holstein Kiel                    | 1:1 a.p.  |
| Samedi 2 août 1975 15:30     | SC Jülich 1910                   | – | SC Wacker 04 Berlin              | 3:0       |
| Samedi 2 août 1975 15:30     | SV Chio Waldhof                  | – | Cuxhavener SV                    | 2:1       |
| Samedi 2 août 1975 15:30     | SC Fortuna Cologne               | – | ASV Bergedorf 85                 | 6:1       |
| Samedi 2 août 1975 15:30     | SV Darmstadt 98                  | – | VfB Eppingen                     | 4:1       |
| Samedi 2 août 1975 15:30     | Sportfreunde Siegen              | – | ATS Kulmbach 1861                | 4:2       |
| Samedi 2 août 1975 15:30     | VVendredi Heilbronn              | – | Rot-Weiss Lüdenscheid            | 3:2 a.p.  |
| Samedi 2 août 1975 16:00     | ASV Gummi-Mayer Landau           | – | Hannover 96                      | 1:7       |
| Samedi 2 août 1975 16:00     | Karlsruher SC                    | – | SpVgg Bayreuth                   | 4:2       |
| Samedi 2 août 1975 16:00     | SV Röchling Völklingen           | – | FC Wacker München                | 5:1       |
| Samedi 2 août 1975 16:00     | SG Wattenscheid 09               | – | SC Condor Hamburg                | 4:0       |
| Samedi 2 août 1975 16:00     | VfL Trier                        | – | TSV Kücknitz                     | 3:6 a.p.  |
| Samedi 2 août 1975 16:00     | SpVgg Eintracht Höhr-Grenzhausen | – | SV Spielberg                     | 4:3       |
| Samedi 2 août 1975 16:00     | SC Freiburg                      | – | SC Victoria Hamburg              | 2:1       |
| Samedi 2 août 1975 16:00     | TuS Xanten                       | – | TS Woltmershausen                | 0:2       |
| Samedi 2 août 1975 16:00     | TSG Thannhausen                  | – | SV Bayer 04 Leverkusen           | 0:6       |
| Samedi 2 août 1975 16.30     | ASV Idar-Oberstein               | – | SG 01 Hoechst                    | 3:2       |
| Samedi 2 août 1975 16.30     | SportFreunde Schwäbisch Hall     | – | TuS Mayen                        | 5:1       |
| Samedi 2 août 1975 17:00     | SpVgg 07 Ludwigsburg             | – | Borussia Dortmund                | 0:6       |
| Samedi 2 août 1975 17:00     | SpVgg Andernach                  | – | DJK Gütersloh                    | 0:2       |
| Samedi 2 août 1975 17:00     | VVendredi OLI Bürstadt           | – | FC Bayern Hof                    | 1:2       |
| Samedi 2 août 1975 17:00     | FK Clausen                       | – | Wormatia Worms                   | 0:2       |
| Samedi 2 août 1975 17:00     | SV Rot-Weiss Hasborn-Dautweiler  | – | VfL Neuwied                      | 3:1       |
| Samedi 2 août 1975 17:00     | SV Auersmacher                   | – | VfB Gaggenau                     | 6:0       |
| Samedi 2 août 1975 17:00     | SpVgg Lindau                     | – | Itzehoer SV                      | 3:0       |
| Samedi 2 août 1975 17:00     | Westfalia Herne                  | – | Freiburger FC                    | 3:1       |
| Samedi 2 août 1975 17:00     | Hassia Bingen                    | – | ESV Frisia Husum                 | 7:0       |
| Samedi 2 août 1975 17:00     | SportFreunde Samedilzgitter      | – | SV Weiskirchen                   | 0:1       |
| Samedi 2 août 1975 17:00     | Offenburger FV                   | – | FSV Cappel                       | 2:0       |
| Samedi 2 août 1975 17.30     | FV 09 Weinheim                   | – | Hertha BSC                       | 1:7       |
| Samedi 2 août 1975 17.30     | Borussia Neunkirchen             | – | Kickers Offenbach                | 2:0       |
| Samedi 2 août 1975 18:00     | Werder Bremen                    | – | Borussia Mönchengladbach         | 0:3       |
| Samedi 2 août 1975 18:00     | Arminia Bielefeld                | – | SV St. Georg von 1895            | 4:0       |
| Samedi 2 août 1975 19:30     | FC Augsburg                      | – | Fortuna Düsseldorf               | 0:1       |
| Dimanche 3 août 1975 10.40   | Hertha Zehlendorf                | – | Blumenthaler SV                  | 0:1 a.p.  |
| Dimanche 3 août 1975 11.00   | VfB Stuttgart (A)                | – | HSV Barmbek-Uhlenhorst           | 1:3       |
| Dimanche 3 août 1975 15:00   | SpVgg Erkenschwick               | – | VfL Bochum                       | 2:3       |
| Dimanche 3 août 1975 15:00   | Schwarz-Weiss Essen              | – | FC Bayer 05 Uerdingen            | 2:1 a.p.  |
| Dimanche 3 août 1975 15:00   | MTV Fürth                        | – | MSV Duisburg                     | 2:10      |
| Dimanche 3 août 1975 15:00   | FC 08 Homburg / Saar             | – | SG Union Dimanchelingen          | 4:0       |
| Dimanche 3 août 1975 15:00   | VfL Osnabrück                    | – | VfL Wolfsburg                    | 3:2       |
| Dimanche 3 août 1975 15:00   | FSV Frankfurt                    | – | SpVgg Fürth                      | 1:1 a.p.  |
| Dimanche 3 août 1975 15:00   | Spandauer SV                     | – | SC Rot-Weiss Oberhausen          | 2:1       |
| Dimanche 3 août 1975 15:00   | 1. FSV Mainz 05                  | – | TSV Osterholz-Tenever            | 7:2       |
| Dimanche 3 août 1975 15:00   | 1. FC Mülheim-Styrum             | – | Spielvereinigung Sterkrade 06/07 | 4:2       |
| Dimanche 3 août 1975 15:00   | Preußen Münster                  | – | SC Siemensstadt                  | 7:1       |
| Dimanche 3 août 1975 15:00   | SC Herford                       | – | SC Friedrichsthal                | 3:1       |
| Dimanche 3 août 1975 15:00   | Bünder SV 08/09                  | – | VVendredi Pforzheim              | 2:2 a.p.  |
| Dimanche 3 août 1975 15:30   | SV Union Samedilzgitter          | – | TSV Abbehausen                   | 5:0       |
| Dimanche 3 août 1975 16:00   | Spvgg Freudenstadt               | – | Eintracht Braunschweig           | 0:7       |
| Mercredi 6 août 1975 18:00   | KSV Hessen Kassel                | – | Alemannia Aachen                 | 1:0       |

1. 1 2 3 4 5 6 7 8 9 10  L'équipe à domicile a été changée après tirage au Dimanchert.

### Matchs rejoués
| Date                  | Équipe 1            |   | Équipe 2            | Résultats |
| --------------------- | ------------------- | - | ------------------- | --------- |
| Mercredi 13 août 1975 | FK Pirmasens        | – | FC St. Pauli        | 5:2       |
| Mercredi 13 août 1975 | SpVgg Fürth         | – | FSV Frankfurt       | 1:0       |
| Mercredi 13 août 1975 | Holstein Kiel       | – | Stuttgarter Kickers | 1:2       |
| Mercredi 13 août 1975 | VVendredi Pforzheim | – | Bünder SV 08/09     | 1:2       |

## Deuxième tour
| Date                     | Équipe 1                     |   | Équipe 2                         | Résultats |
| ------------------------ | ---------------------------- | - | -------------------------------- | --------- |
| Mardi 14 octobre 1975    | Preußen Münster              | – | Wuppertaler SV                   | 1:0       |
| Vendredi 17 octobre 1975 | SV Bayer 04 Leverkusen       | – | VfL Bochum                       | 0:2       |
| Vendredi 17 octobre 1975 | 1. FC Cologne                | – | SC Freiburg                      | 8:2       |
| Samedi 18 octobre 1975   | MSV Duisburg                 | – | Karlsruher SC                    | 4:0       |
| Samedi 18 octobre 1975   | FC Schalke 04                | – | Borussia Dortmund                | 2:1       |
| Samedi 18 octobre 1975   | Hannover 96                  | – | FC 08 Homburg / Saar             | 1:2       |
| Samedi 18 octobre 1975   | Hertha BSC                   | – | VfB Stuttgart                    | 4:2       |
| Samedi 18 octobre 1975   | Borussia Mönchengladbach     | – | SV Rot-Weiss Hasborn-Dautweiler  | 3:0       |
| Samedi 18 octobre 1975   | Hamburger SV                 | – | SV Union Salzgitter              | 4:0       |
| Samedi 18 octobre 1975   | Bünder SV 08/09              | – | FC Bayern München                | 0:3       |
| Samedi 18 octobre 1975   | Wormatia Worms               | – | Eintracht Braunschweig           | 0:3       |
| Samedi 18 octobre 1975   | Offenburger FV               | – | Eintracht Frankfurt              | 1:5       |
| Samedi 18 octobre 1975   | KSV Hessen Kassel            | – | Fortuna Düsseldorf               | 2:3       |
| Samedi 18 octobre 1975   | 1. FC Nürnberg               | – | SC Fortuna Cologne               | 1:0 a.p.  |
| Samedi 18 octobre 1975   | SV Chio Waldhof              | – | TSV 1860 München                 | 4:1       |
| Samedi 18 octobre 1975   | 1. FSV Mainz 05              | – | SV Röchling Völklingen           | 1:2       |
| Samedi 18 octobre 1975   | FK Pirmasens                 | – | Spandauer SV                     | 7:1       |
| Samedi 18 octobre 1975   | 1. FC Mülheim-Styrum         | – | FC Bayern Hof                    | 1:3 a.p.  |
| Samedi 18 octobre 1975   | Arminia Bielefeld            | – | SpVgg Eintracht Höhr-Grenzhausen | 5:1       |
| Samedi 18 octobre 1975   | Schwarz-Weiss Essen          | – | SG Oslebshausen Bremen           | 3:0       |
| Samedi 18 octobre 1975   | SV Darmstadt 98              | – | VfR Heilbronn                    | 4:0       |
| Samedi 18 octobre 1975   | Sportfreunde Schwäbisch Hall | – | Stuttgarter Kickers              | 0:5       |
| Samedi 18 octobre 1975   | TSV Kücknitz                 | – | DJK Gütersloh                    | 0:1       |
| Samedi 18 octobre 1975   | Sportfreunde Siegen          | – | Tennis Borussia Berlin           | 1:2       |
| Samedi 18 octobre 1975   | SV Weiskirchen               | – | SV Auersmacher                   | 3:1       |
| Samedi 18 octobre 1975   | SC Jülich 1910               | – | SpVgg Lindau                     | 5:1       |
| Samedi 18 octobre 1975   | HSV Barmbek-Uhlenhorst       | – | Hassia Bingen                    | 2:3 a.p.  |
| Dimanche 19 octobre 1975 | Blumenthaler SV              | – | 1. FC Kaiserslautern             | 1:5       |
| Dimanche 19 octobre 1975 | VfL Osnabrück                | – | Borussia Neunkirchen             | 3:2       |
| Dimanche 19 octobre 1975 | SpVgg Fürth                  | – | TS Woltmershausen                | 7:1       |
| Dimanche 19 octobre 1975 | SG Wattenscheid 09           | – | SC Herford                       | 4:0       |
| Dimanche 19 octobre 1975 | Westfalia Herne              | – | ASV Idar-Oberstein               | 4:0       |

1. ↑  Le match se tint au Friedrich-Ludwig Jahnstadion.

## Troisième tour
| Date                       | Équipe 1               |   | Équipe 2                 | Résultats |
| -------------------------- | ---------------------- | - | ------------------------ | --------- |
| Vendredi 12 décembre 1975. | MSV Duisburg           | – | Borussia Mönchengladbach | 0:1       |
| Vendredi 12 décembre 1975. | Arminia Bielefeld      | – | DJK Gütersloh            | 3:2       |
| Vendredi 12 décembre 1975. | Preußen Münster        | – | Schwarz-Weiss Essen      | 2:2 a.p.  |
| Samedi 13 décembre 1975.   | FC Schalke 04          | – | Eintracht Braunschweig   | 1:2       |
| Samedi 13 décembre 1975.   | Fortuna Düsseldorf     | – | VfL Bochum               | 4:4 a.p.  |
| Samedi 13 décembre 1975.   | 1. FC Cologne          | – | SpVgg Fürth              | 3:1       |
| Samedi 13 décembre 1975.   | FC Bayern München      | – | Tennis Borussia Berlin   | 3:0       |
| Samedi 13 décembre 1975.   | Stuttgarter Kickers    | – | Hertha BSC               | 1:3       |
| Samedi 13 décembre 1975.   | Eintracht Frankfurt    | – | VfL Osnabrück            | 3:0       |
| Samedi 13 décembre 1975.   | Hamburger SV           | – | SC Jülich 1910           | 4:0       |
| Samedi 13 décembre 1975.   | SV Darmstadt 98        | – | 1. FC Nürnberg           | 3:1 a.p.  |
| Samedi 13 décembre 1975.   | FC 08 Homburg / Saar   | – | SV Chio Waldhof          | 1:0       |
| Samedi 13 décembre 1975.   | SV Weiskirchen         | – | FK Pirmasens             | 0:1       |
| Samedi 13 décembre 1975.   | SV Röchling Völklingen | – | Hassia Bingen            | 4:1       |
| Dimanche 14 décembre 1975. | Westfalia Herne        | – | 1. FC Kaiserslautern     | 1:3       |
| Dimanche 14 décembre 1975. | SG Wattenscheid 09     | – | FC Bayern Hof            | 2:3       |

### Matchs rejoués
| Date                      | Équipe 1            |   | Équipe 2           | Résultats |
| ------------------------- | ------------------- | - | ------------------ | --------- |
| Mercredi 17 décembre 1975 | VfL Bochum          | – | Fortuna Düsseldorf | 1:3 a.p.  |
| Samedi 10 janvier 1976    | Schwarz-Weiss Essen | – | Preußen Münster    | 3:2       |

## Huitième de finale
| Date                     | Équipe 1               |   | Équipe 2                 | Résultats |
| ------------------------ | ---------------------- | - | ------------------------ | --------- |
| Samedi 31 janvier 1976   | FC Bayern Hof          | – | Hamburger SV             | 0:2       |
| Samedi 31 janvier 1976   | Schwarz-Weiss Essen    | – | 1. FC Köln               | 1:1 a.p   |
| Samedi 31 janvier 1976   | FC 08 Homburg          | – | SV Darmstadt 98          | 3:0       |
| Samedi 31 janvier 1976   | 1. FC Kaiserslautern   | – | Eintracht Braunschweig   | 2:0       |
| Samedi 31 janvier 1976   | Fortuna Düsseldorf     | – | Borussia Mönchengladbach | 3:2       |
| Samedi 31 janvier 1976   | Hertha BSC             | – | Eintracht Frankfurt      | 1:0 a.p   |
| Samedi 31 janvier 1976   | FK Pirmasens           | – | FC Bayern München        | 0:2       |
| Mercredi 11 février 1976 | SV Röchling Völklingen | – | Arminia Bielefeld        | 1:0       |

### Match rejoué
| Date                     | Équipe 1   |   | Équipe 2            | Résultats |
| ------------------------ | ---------- | - | ------------------- | --------- |
| Mercredi 11 février 1976 | 1. FC Köln | – | Schwarz-Weiss Essen | 1:0 a.p   |

## Quarts de finale
| Date                | Équipe 1             |   | Équipe 2               | Résultats |
| ------------------- | -------------------- | - | ---------------------- | --------- |
| Samedi 3 avril 1976 | 1. FC Köln           | – | FC Bayern München      | 2:5       |
| Samedi 3 avril 1976 | 1. FC Kaiserslautern | – | Fortuna Düsseldorf     | 3:0       |
| Samedi 3 avril 1976 | FC 08 Homburg / Saar | – | Hamburger SV           | 1:2       |
| Samedi 3 avril 1976 | Hertha BSC           | – | SV Röchling Völklingen | 1:1 a.p.  |

### Match rejoué
| Date                | Équipe 1               |   | Équipe 2   | Résultats |
| ------------------- | ---------------------- | - | ---------- | --------- |
| Mardi 27 avril 1976 | SV Röchling Völklingen | – | Hertha BSC | 1:2       |

## Demi-finales
| Date                   | Équipe 1             |   | Équipe 2          | Résultats |
| ---------------------- | -------------------- | - | ----------------- | --------- |
| Mardi 4 mai 1976 19:30 | Hamburger SV         | – | FC Bayern München | 2:2 a.p.  |
| Mardi 4 mai 1976 20:00 | 1. FC Kaiserslautern | – | Hertha BSC        | 4:2       |

### Match rejoué
| Date                | Équipe 1          |   | Équipe 2     | Résultats |
| ------------------- | ----------------- | - | ------------ | --------- |
| Mardi 1er juin 1976 | FC Bayern München | – | Hamburger SV | 0:1       |

## Finale
| Équipes              | Hambourg SV -1. FC Kaiserslautern |
| Score                | 2-0 |
| Date                 | 26 juin 1976 |
| Stade                | Waldstadion, Frankfurt 61 000 spectateurs |
| Arbitre              | M. Walter Eschweiler |
| Buts                 | Peter Nogly (22e) et Ole Bjørnmose (37e) pour Hambourg |
| Hambourg SV          | Rudi Kargus – Horst Blankenburg – Manfred Kaltz, Peter Nogly (cap.), Peter Hidien – Klaus Zaczyk ((62e) Hans-Jürgen Sperlich), Caspar Memering, Kurt Eigl – Willi Reimann , Ole Bjørnmose, Georg Volkert. · Entraîneur : Kuno Klötzer                            |
| 1. FC Kaiserslautern | Ronnie Hellström – Werner Melzer – Hans-Günther Kroth, Ernst Diehl (cap.), Walter Frosch – Reinhard Meier, Klaus Scheer, Heinz Stickel ((66e) Peter Schwarz), Johannes Riedl - Josef Pirrung ((62e) Heinz Wilhelmi), Roland Sandberg. Entraîneur : Erich Ribbeck |